# 679552 Efspringer
679552 Efspringer è un asteroide della fascia principale interna. Scoperto nel 2013, presenta un'orbita caratterizzata da un semiasse maggiore pari a 2,146015 UA e da un'eccentricità di 0,181558, inclinata di 4,420312° rispetto all'eclittica.